# Халва

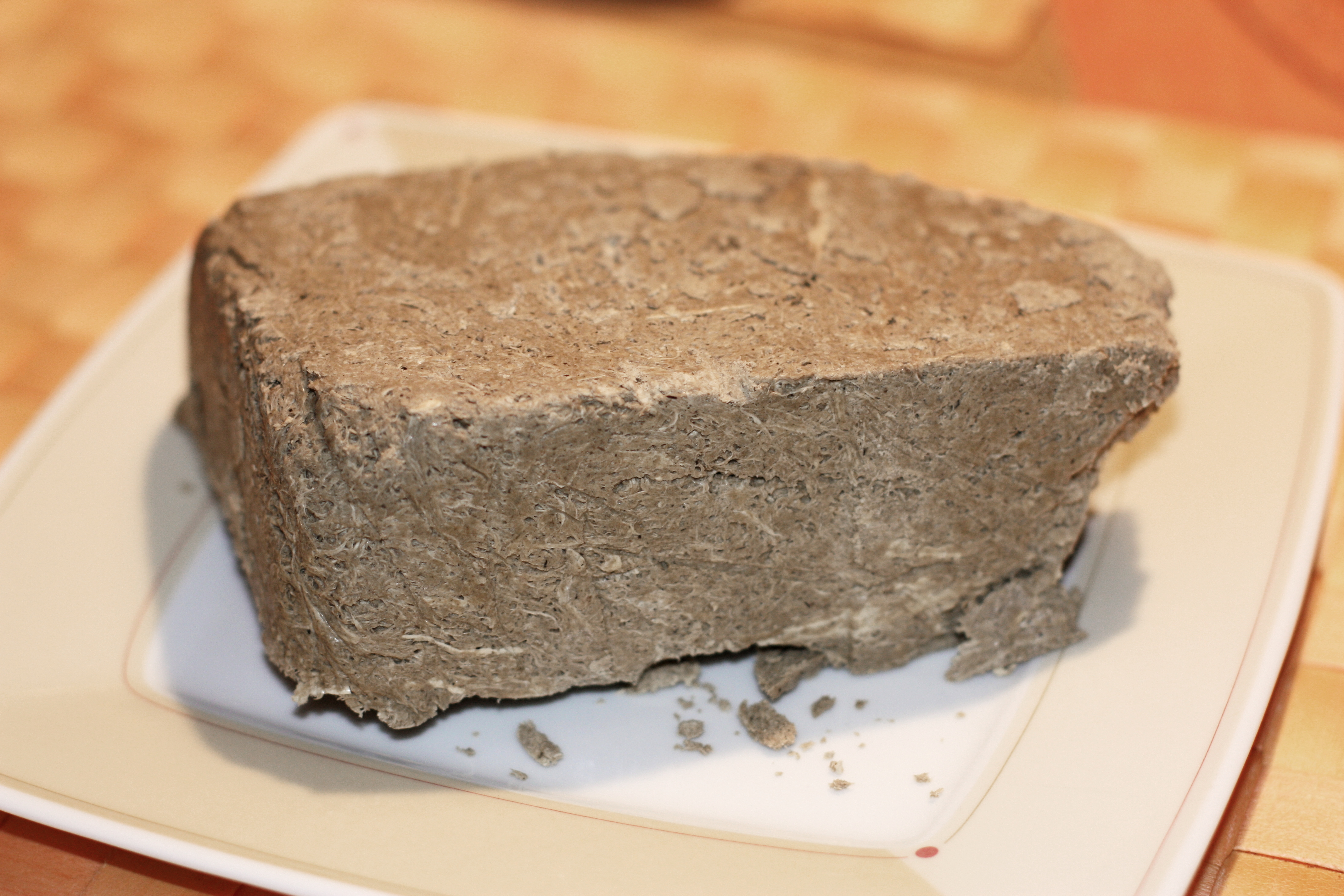
Подсолнечная халва

Халва́ (от араб. حَلَاوَة‎ х̣аля̄ва — «сладость») — восточная сладость из взбитой с пенообразователем карамельной массы и растёртых обжаренных ядер орехов, арахиса, семян масличных культур (подсолнечник, кунжут), с массовой долей жира не менее 25 %. Халвой также называют и другие виды сахаристых кондитерских изделий.

## Виды

### Халва на основе масличных семян и орехов
Тремя основными компонентами халвы этого типа являются:
- белковая масса (паста из масличных семян или орехов);
- карамельная масса (сахар, патока) или мёд;
- пенообразователь.

В промышленном производстве в России применяются сахар и патока, а мёд используется лишь в домашних рецептах. Пенообразователь добавляется в карамельную массу для придания халве её слоисто-волокнистой структуры. Пенообразователем чаще всего служат солодковый корень и мыльный корень (корень колючелистника), могут использоваться также корень алтея и яичный белок. В халву иногда добавляются и другие компоненты, играющие роль ароматизаторов, красителей и вкусовых добавок: ваниль либо ванилин, какао-порошок, шоколад, фисташки. В качестве эмульгатора используют лецитин, антиокислитель — аскорбиновая кислота.

#### Тахинная

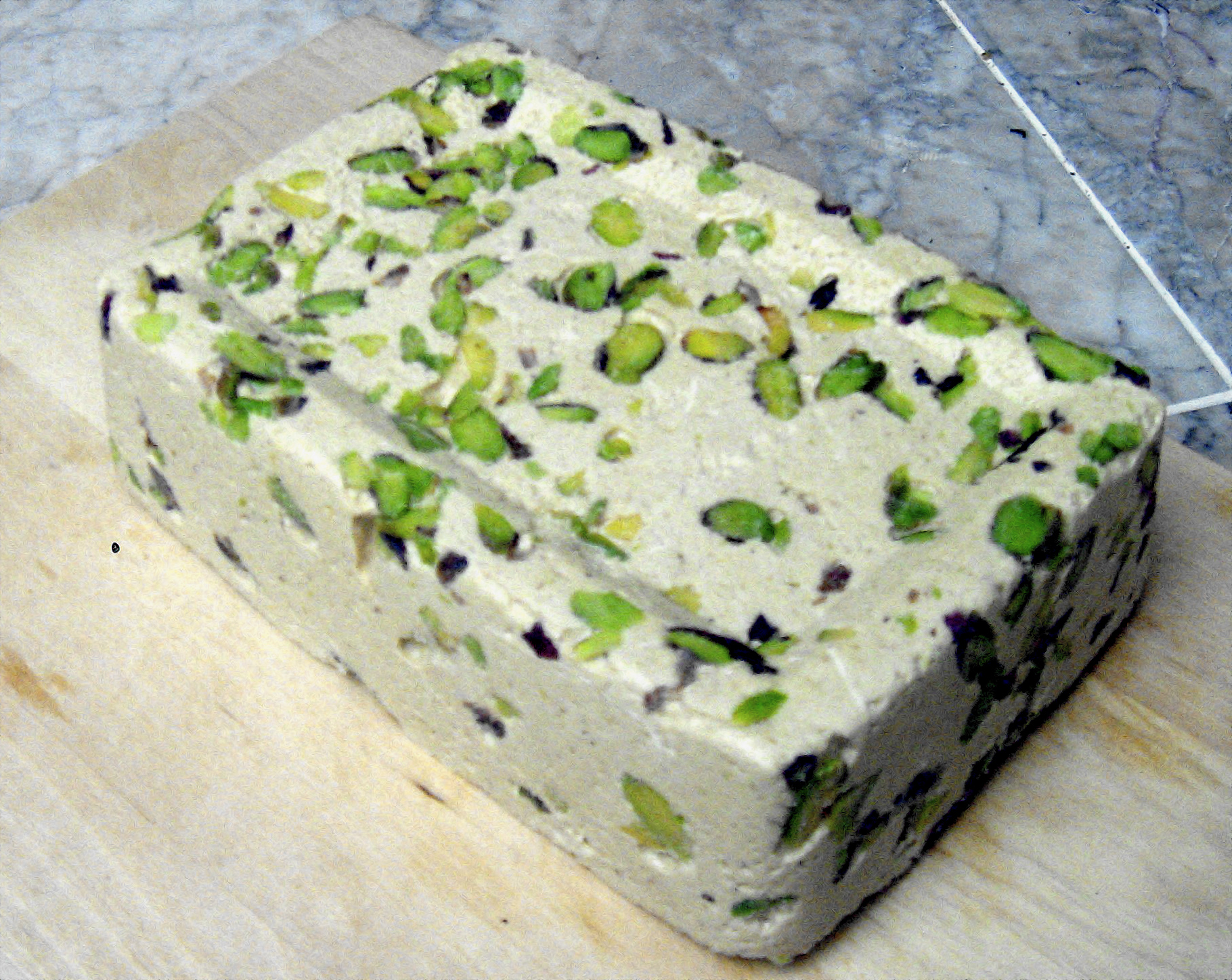
Кунжутная (тахинная) халва с фисташками

Тахинная (кунжутная) халва распространена на Балканах, Ближнем Востоке, в других частях Средиземноморского региона, а также на территории бывшего СССР. Белковая масса для этой халвы готовится из молотого кунжута.

#### Подсолнечная
В Восточной Европе (Беларусь, Казахстан, Россия, Украина, Молдавия) распространена подсолнечная халва. Основным её компонентом вместо кунжутной пасты являются молотые семена подсолнечника кондитерских и масличных сортов. Подсолнечная халва существенно темнее тахинной. В случае изготовления из кондитерских сортов семян подсолнечника халва не имеет привкуса подсолнечного масла, имеет более высокую стоимость, но выше ценится за свои вкусовые качества.

#### Арахисовая
Арахисовая халва изготавливается аналогично кунжутной, но из измельчённого арахиса. Встречается также комбинированная тахинно-арахисовая халва. Рецепты домашнего производства основаны на мёде и не включают пенообразователь.

#### Ореховая
Основой ореховой халвы могут служить различные виды орехов: кешью, миндаль, фисташки.

### Мучная халва

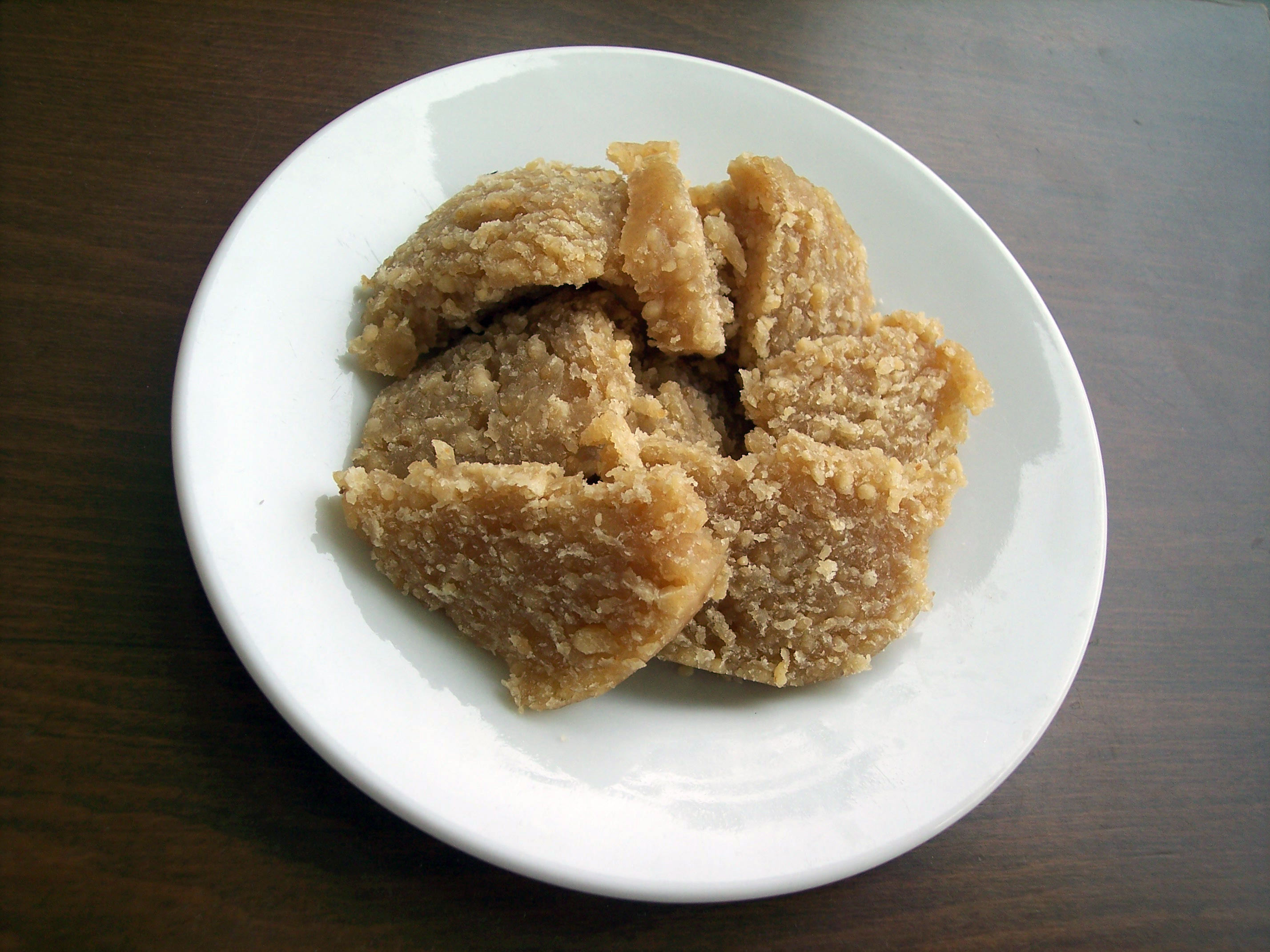
Турецкая мучная халва

Изготавливается из пшеничной, кукурузной или рисовой муки, сахара и сливочного топлёного масла.
Распространена в Узбекистане, на Балканах (например, в Болгарии), в Армении, в Азербайджане, в Дагестане, в Чечне и в Индии.
См. также: Альба, Халвайтар.

### Халва на основе овощей и молока

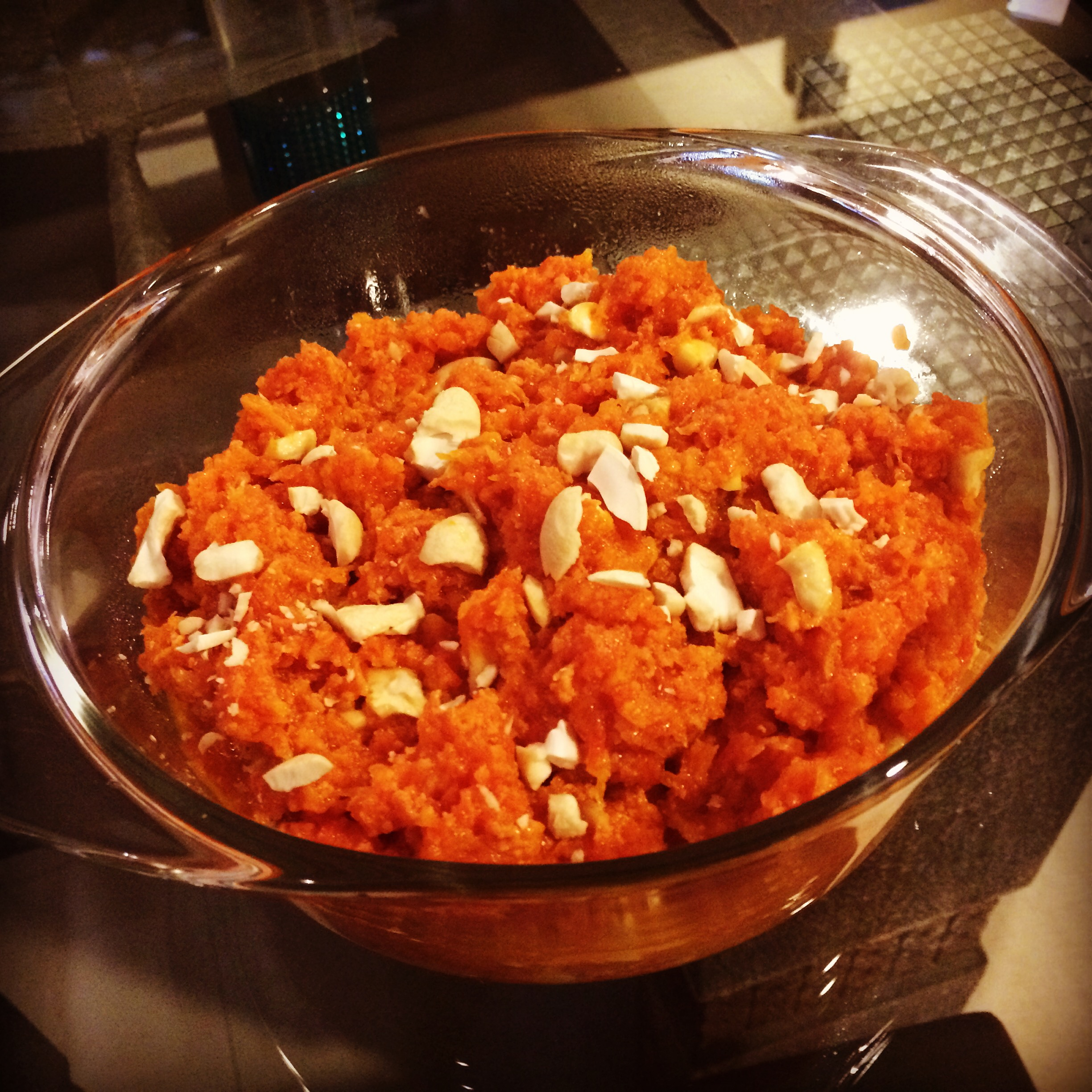
Индийская гаджар ка халва на основе моркови

Характерна для кухни Индии, Пакистана и Бангладеш
- на основе моркови
- на основе бобов мунг
- на основе калабаса

### Халва на основе сахарной ваты

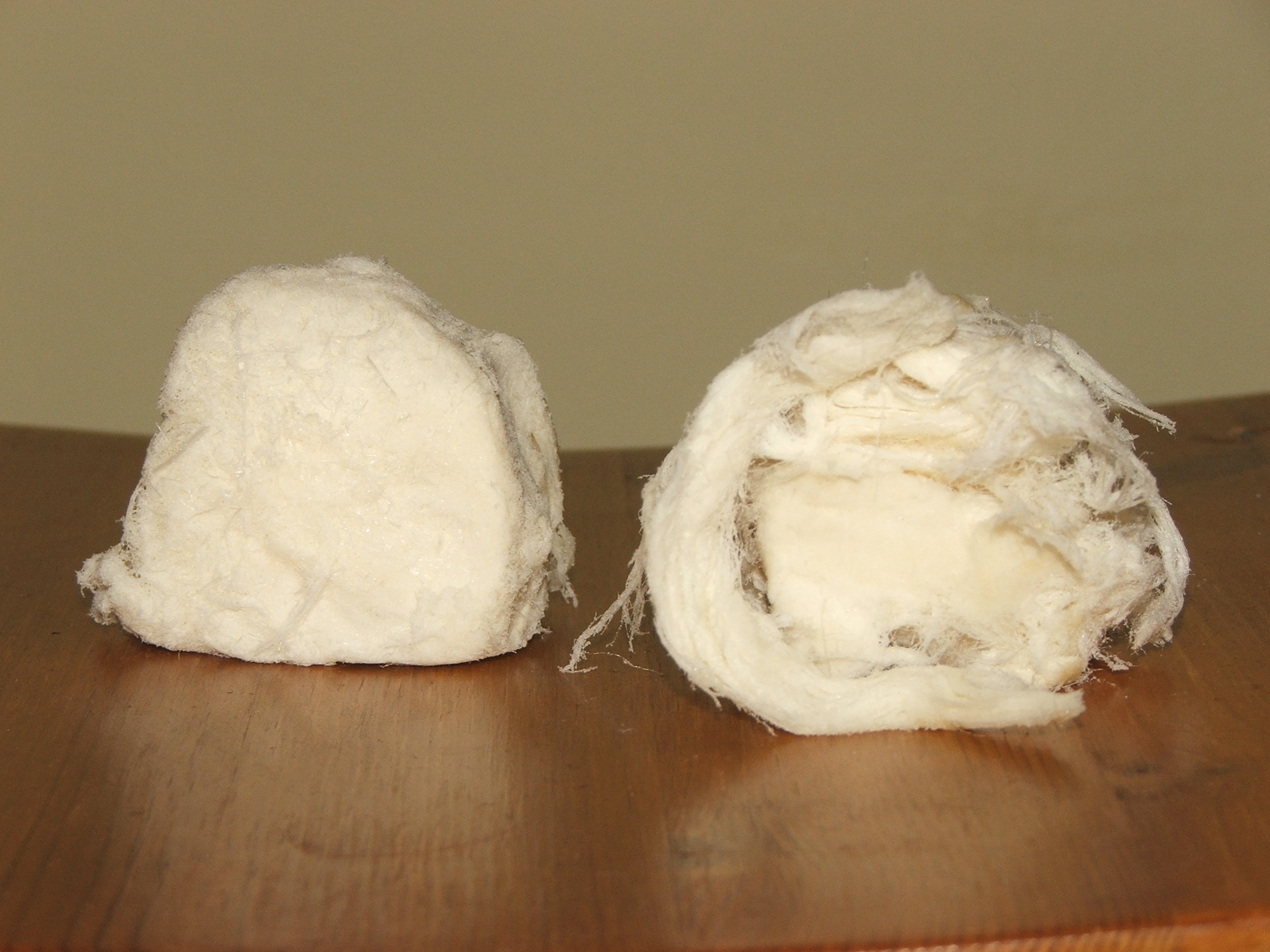
Турецкая халва пишмание

## Культура потребления
На Востоке в странах Азии халву принято подавать на стол вместе с горячим чаем как десерт после приёма основных блюд.
Халву отщипывают небольшими кусочками пальцами руки и помещают на язык, но не проглатывают, а наслаждаются её вкусом, дожидаясь, пока она тает во рту, и лишь затем запивают чаем.
В европейской традиции халву употребляют обычно во время чаепития также небольшими порциями с помощью чайной ложки.

## Особенности производства
Производство халвы можно разделить на два вида:

• ручное;

• автоматическое (промышленное).

Главное отличие состоит в процессе вымешивания халвы. В промышленном производстве (такой способ дешевле и экономичнее) процесс вымешивания происходит автоматически при помощи оборудования, и в этом случае халва имеет более однородную структуру и более высокую плотность, при делении на части значительно крошится. В случае ручного вымешивания халва получается более воздушной и с ярко выраженными волокнами карамели, при делении почти не крошится и делится вдоль пластов, образованных карамельными волокнами, однако такой способ производства стоит дороже. Ручное вымешивание выполняется руками или специальным инструментом в виде весла и заключается в многократном раскатывании и складывании халвы, пока она находится ещё в горячем и податливом, пластичном состоянии.
Для производства любого вида халвы используется пенообразователь, который является обязательным компонентом, потому что смешать карамель и халвин (перетёртые ядра орехов или семян) без него не получится из-за особенностей этих двух составляющих.

## Факты
- В честь халвы назван астероид (518) Халва, открытый в 1903 году американским астрономом Рэймондом Дуганом, который очень любил это лакомство.
- Восточная пословица: «Сколько ни говори „халва“, во рту слаще не станет».
- В Индии традиционно изготовители халвы относились к касте халвай (en:Halwai).

## Галерея

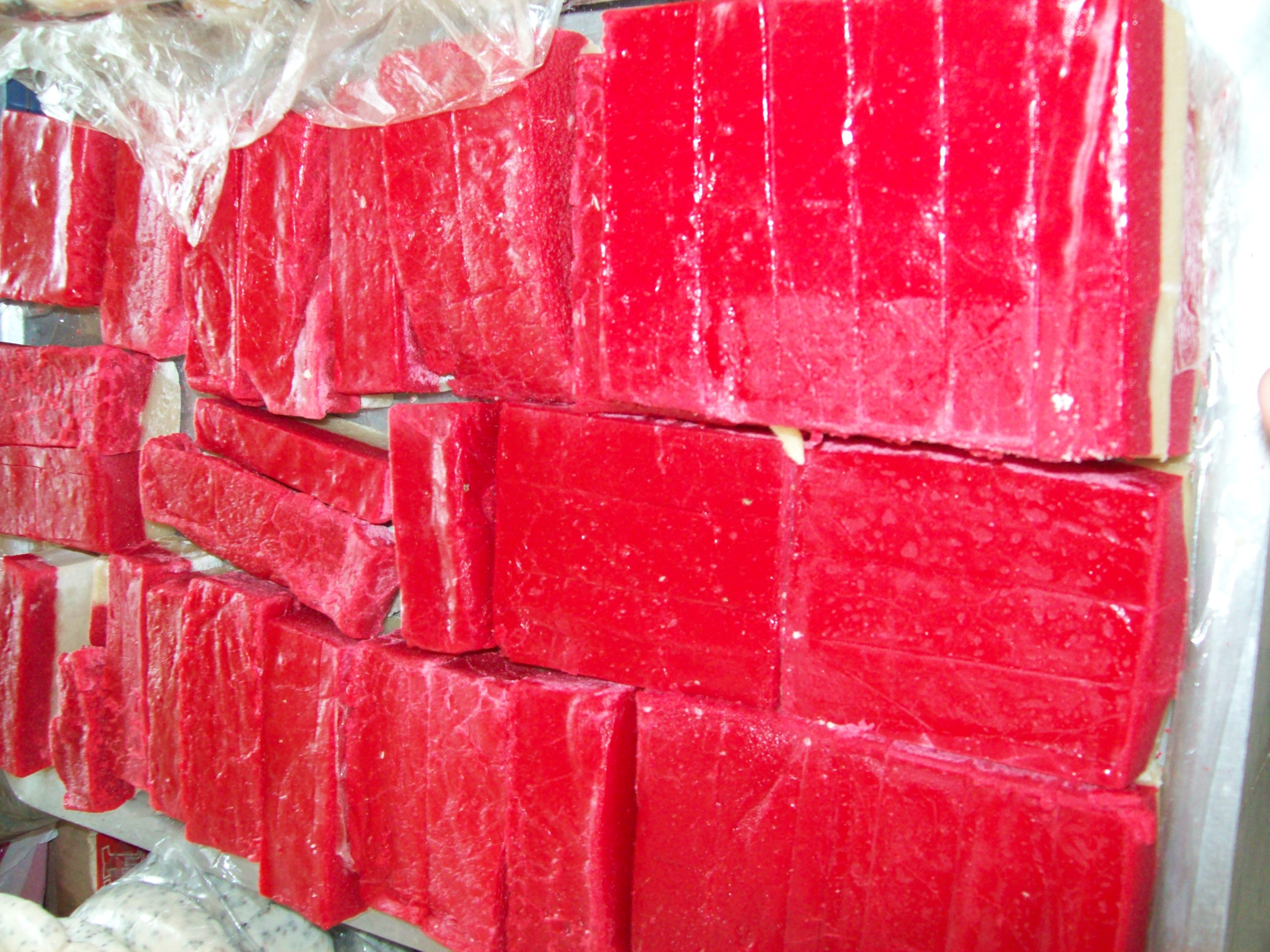
Красная халва из Самарканда
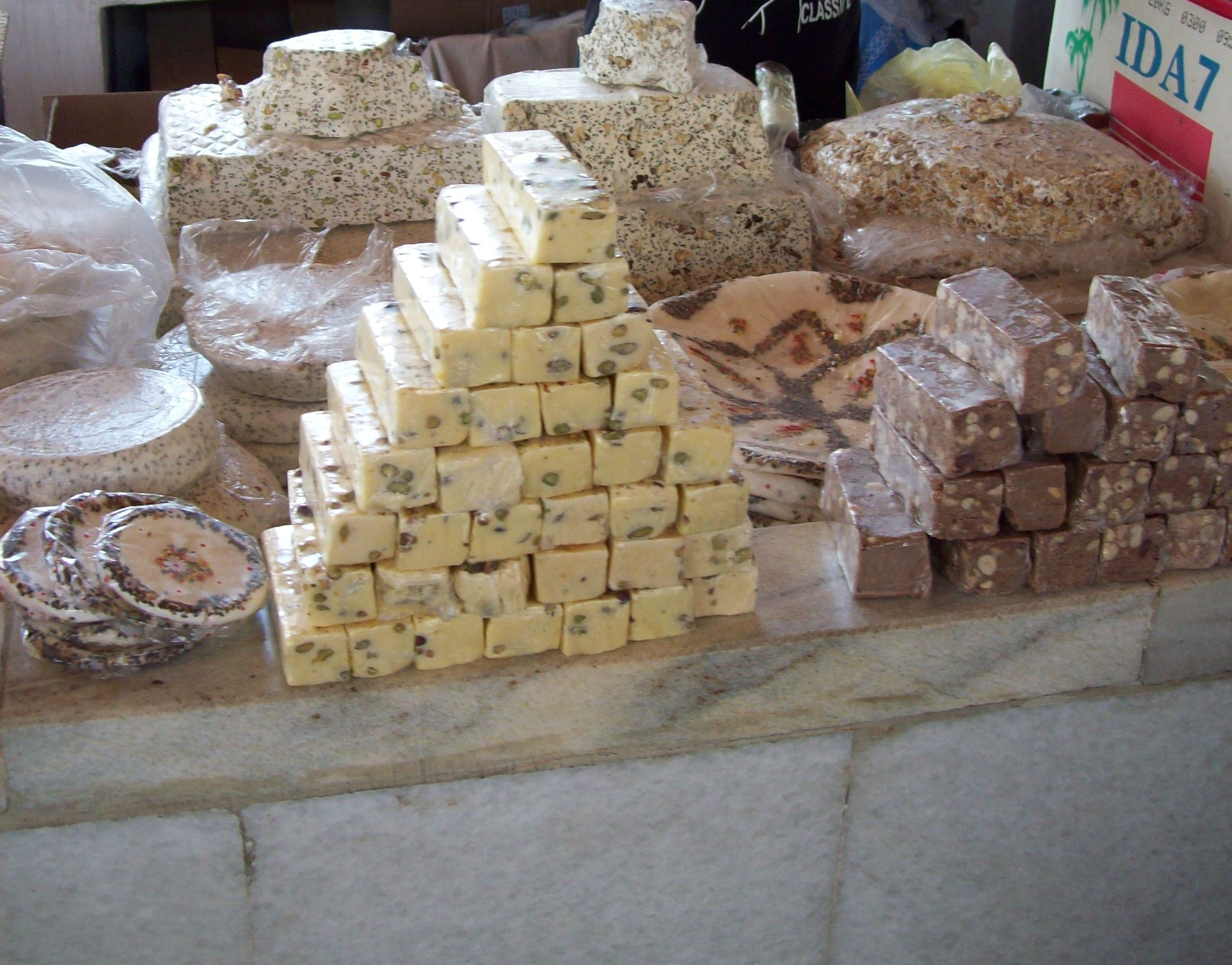
Халва с фисташками и кунжутом
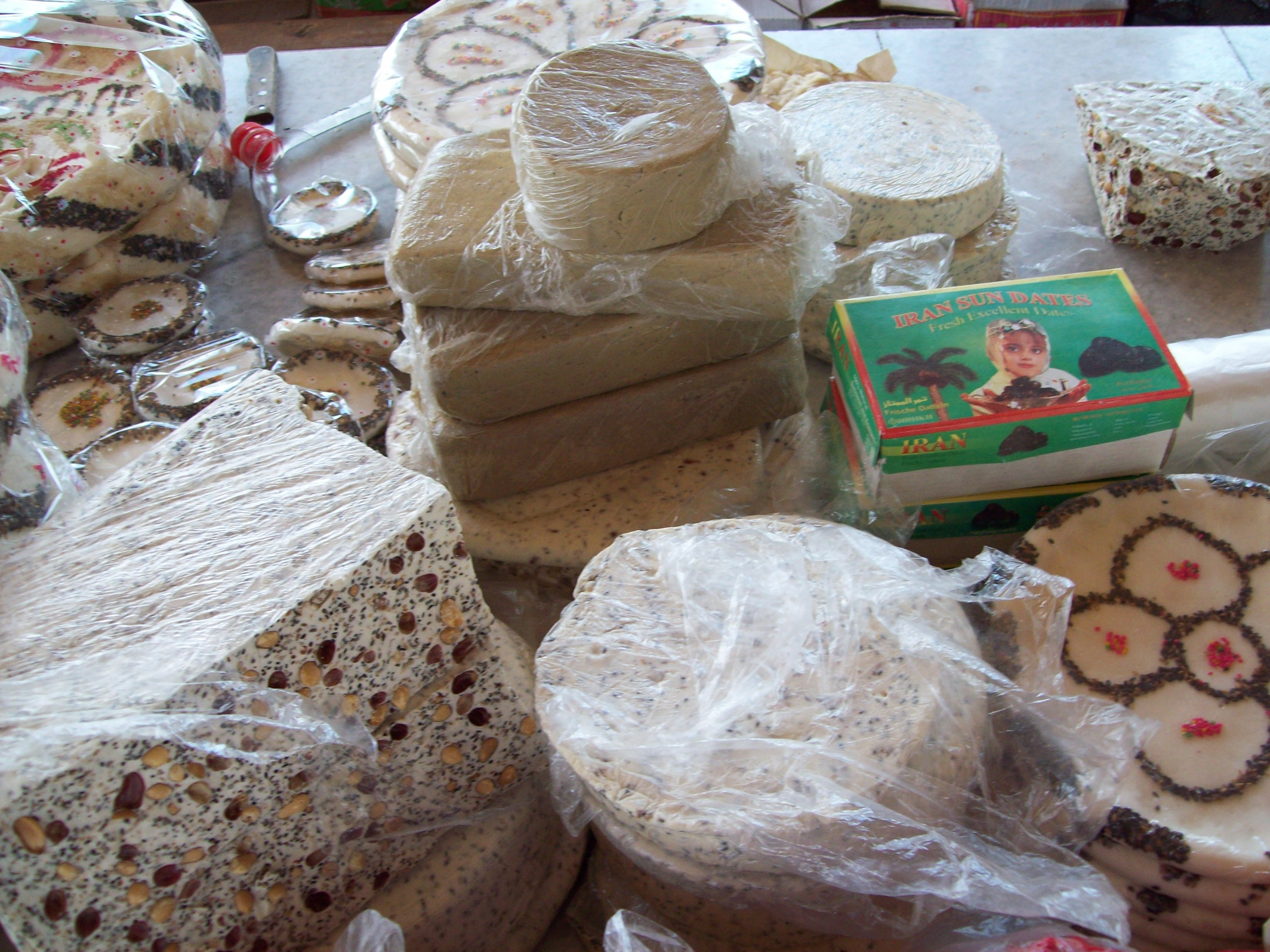
Халва на каждое утро
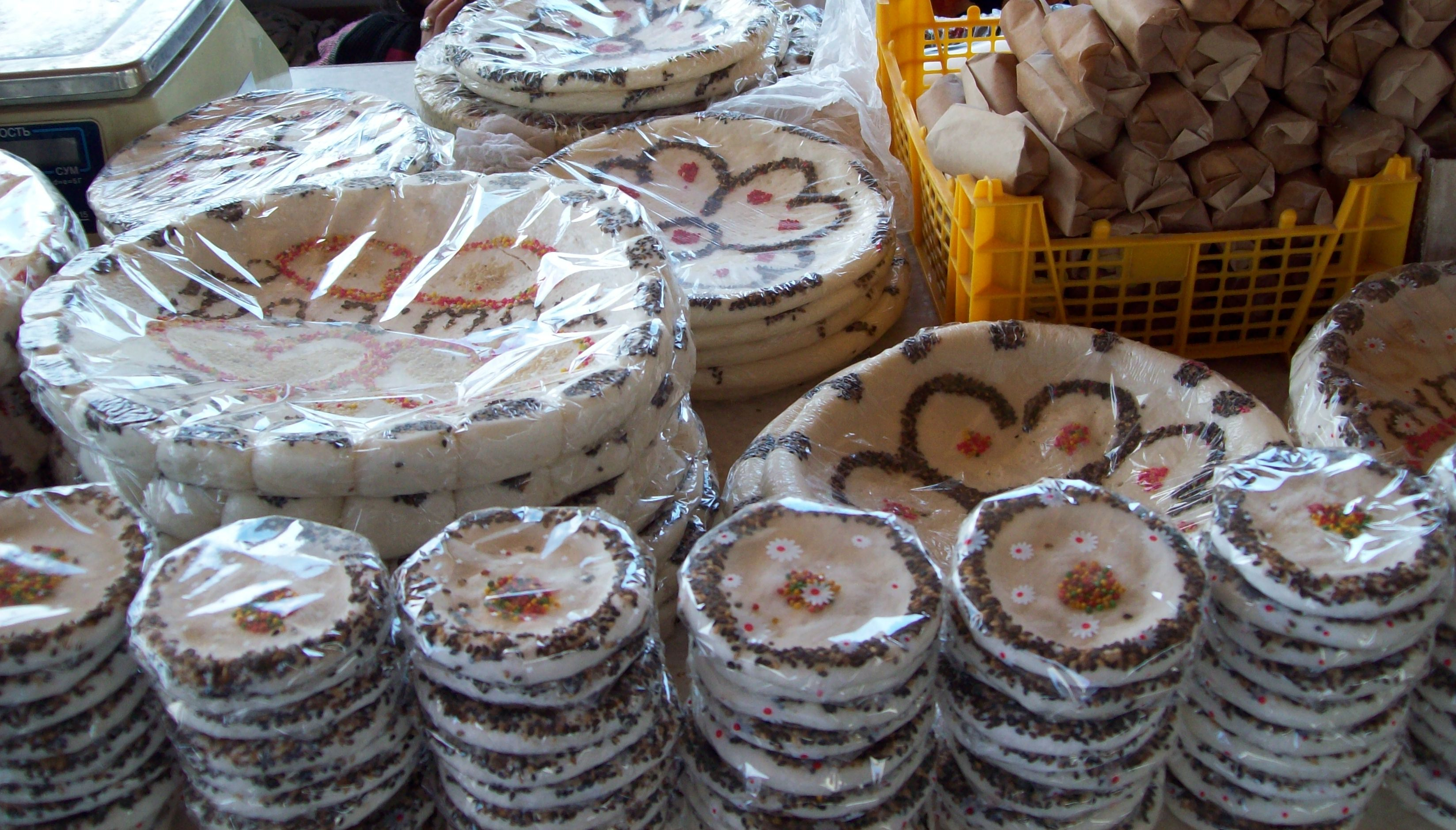
Халва из Самарканда (Сиабский базар)
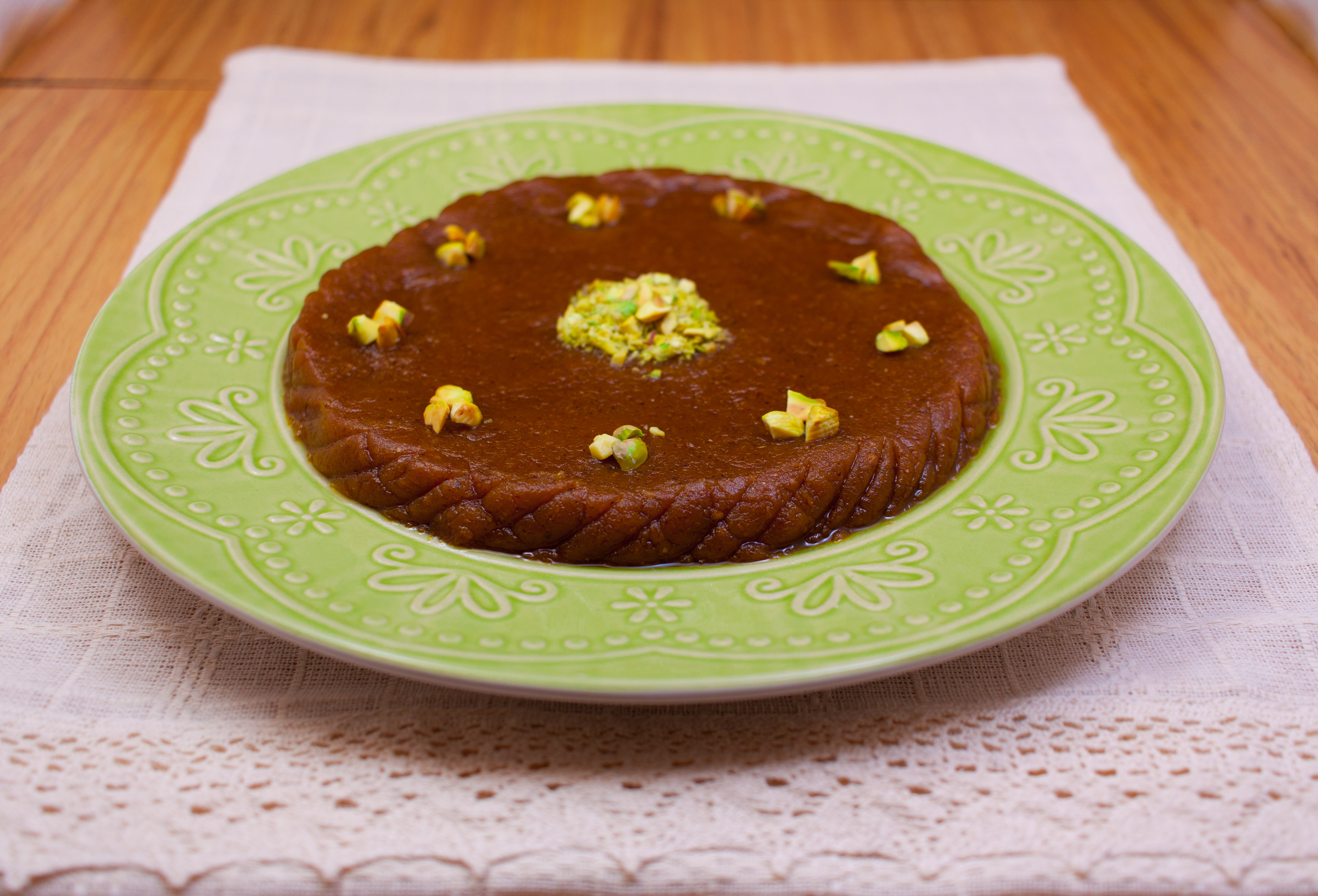
Иранская халва
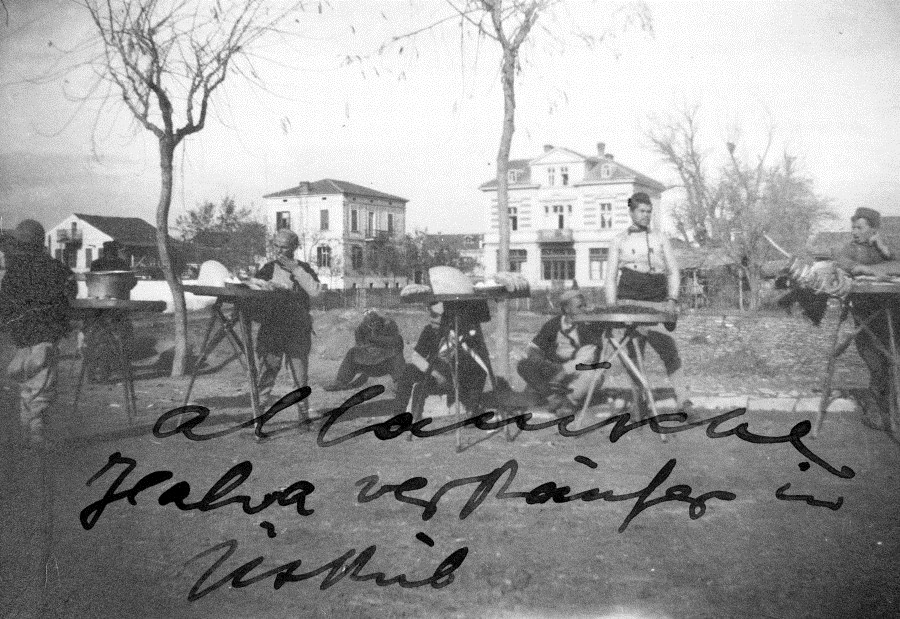
Албанские торговцы халвой в Османском Ускюпе (современный Скопье), 1907 г.
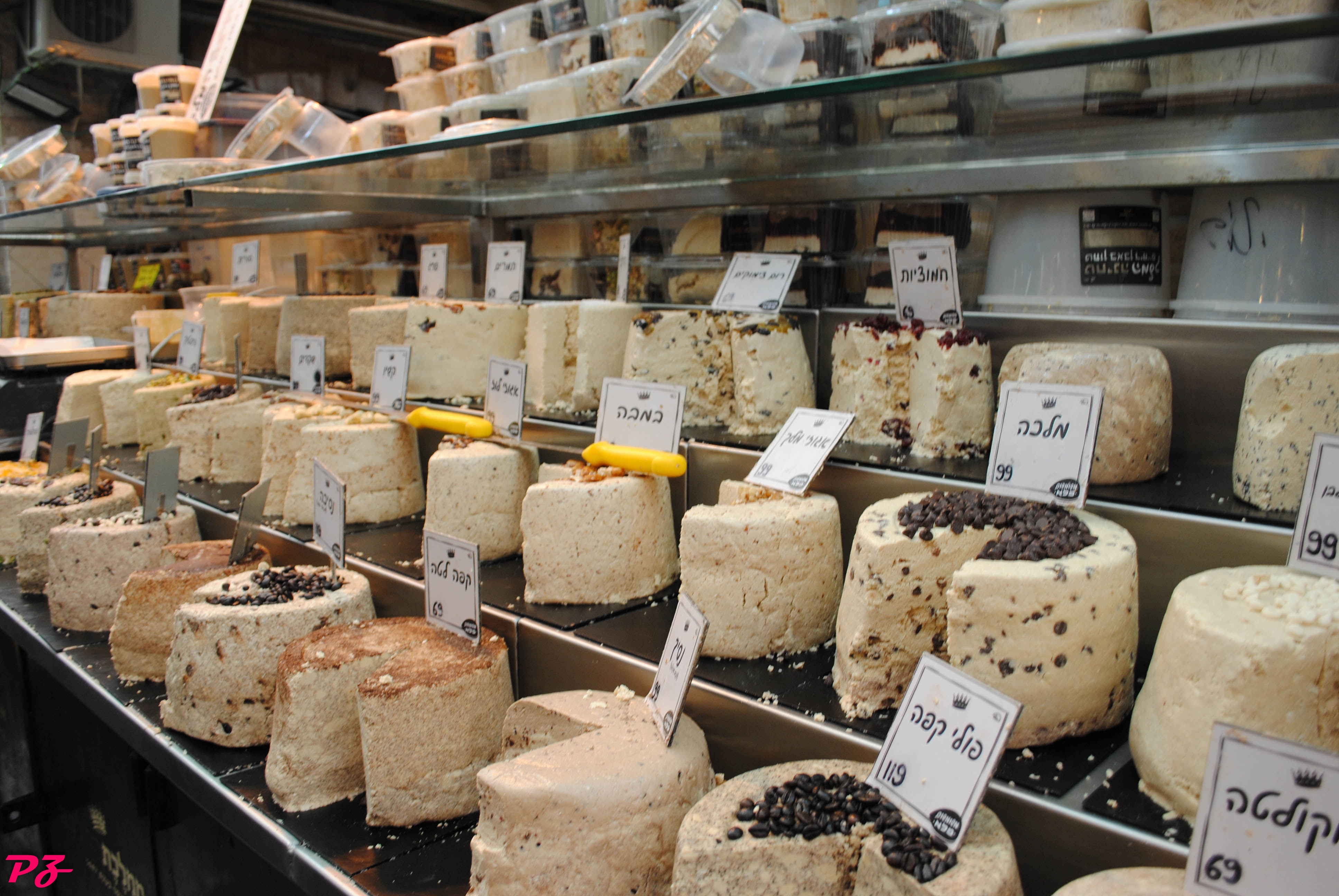
Халва на рынке Махане Иегуда в Иерусалиме
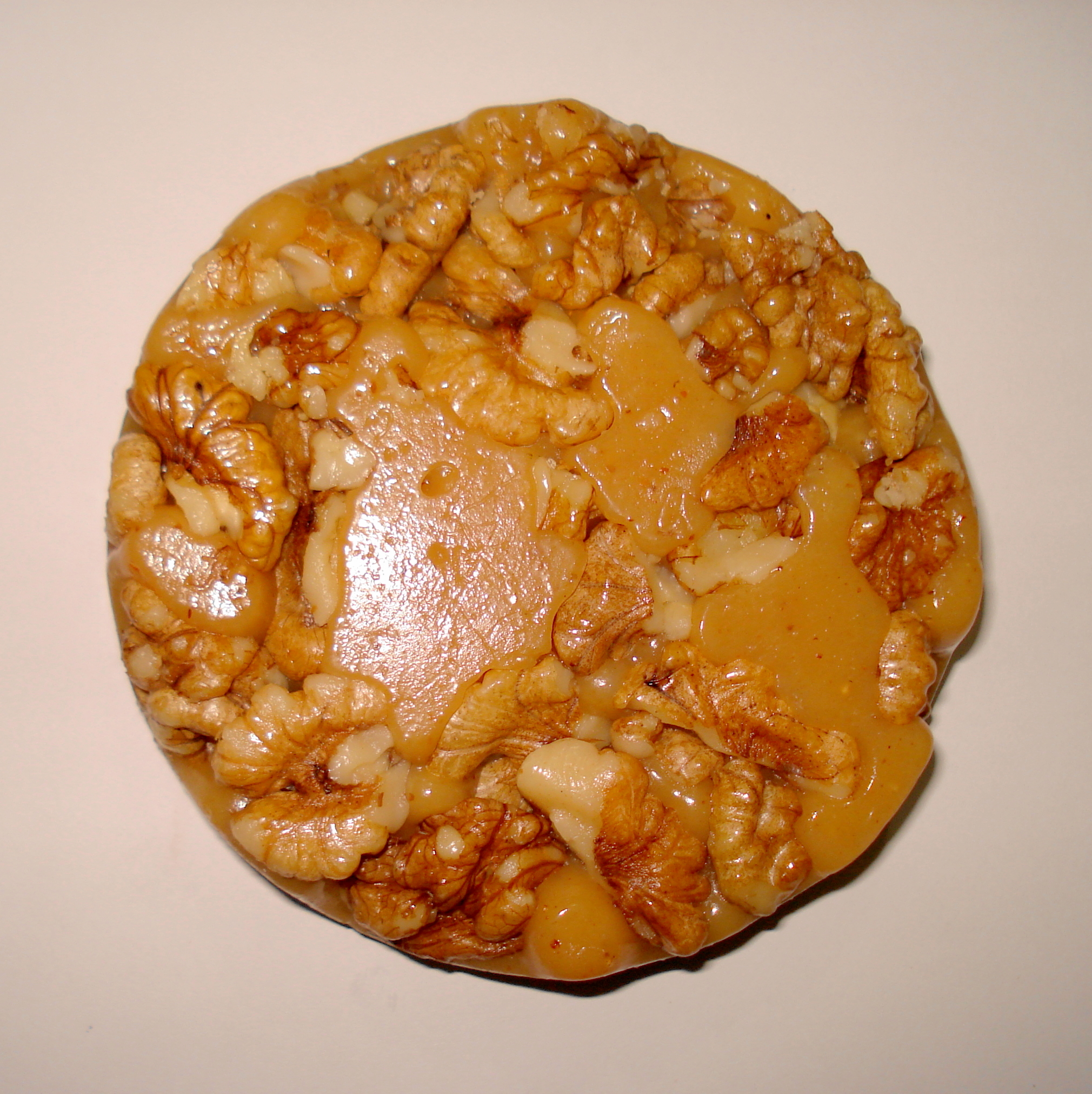
Пакистанская сохан халва
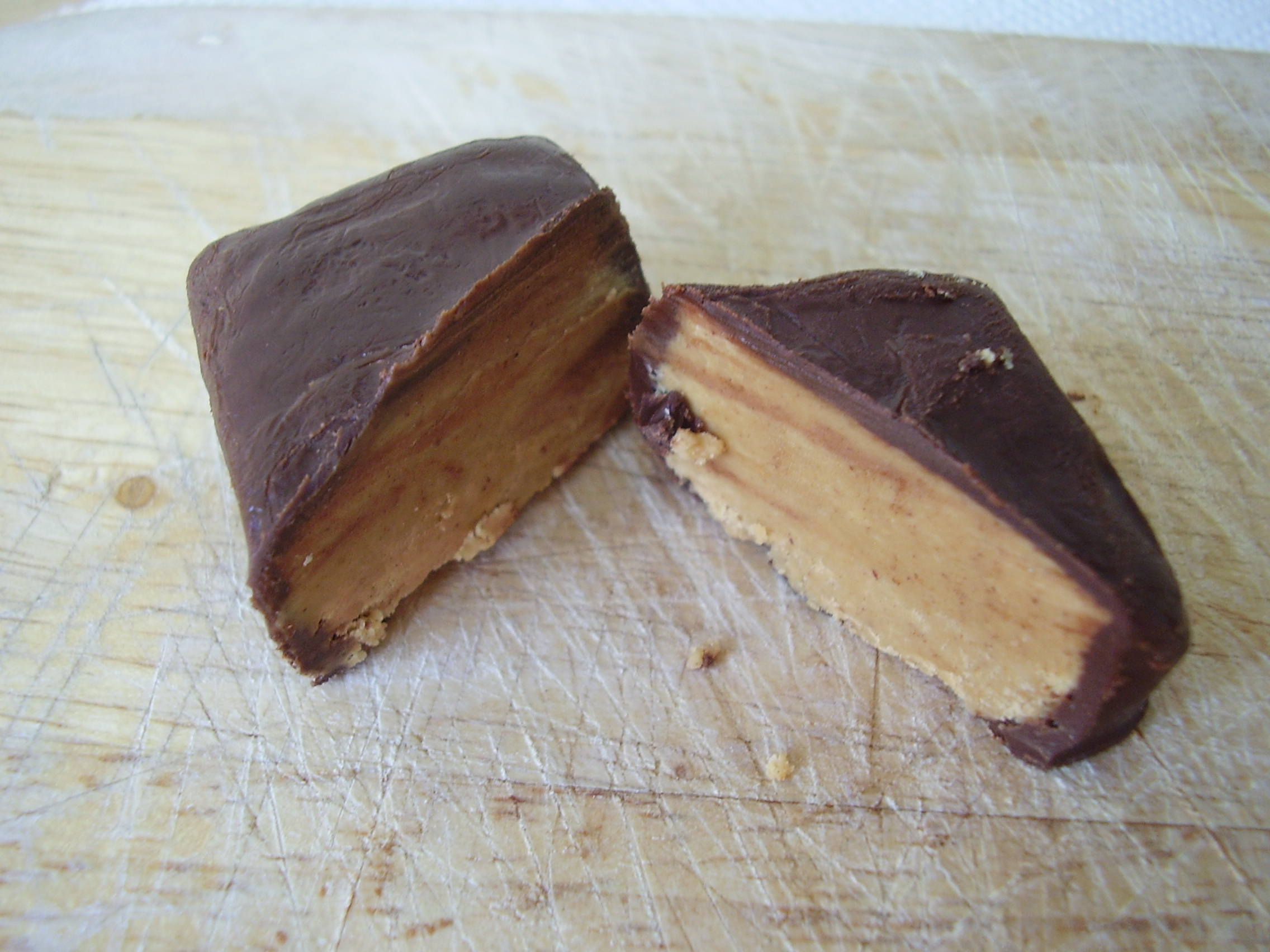
Российская халва, покрытая шоколадом
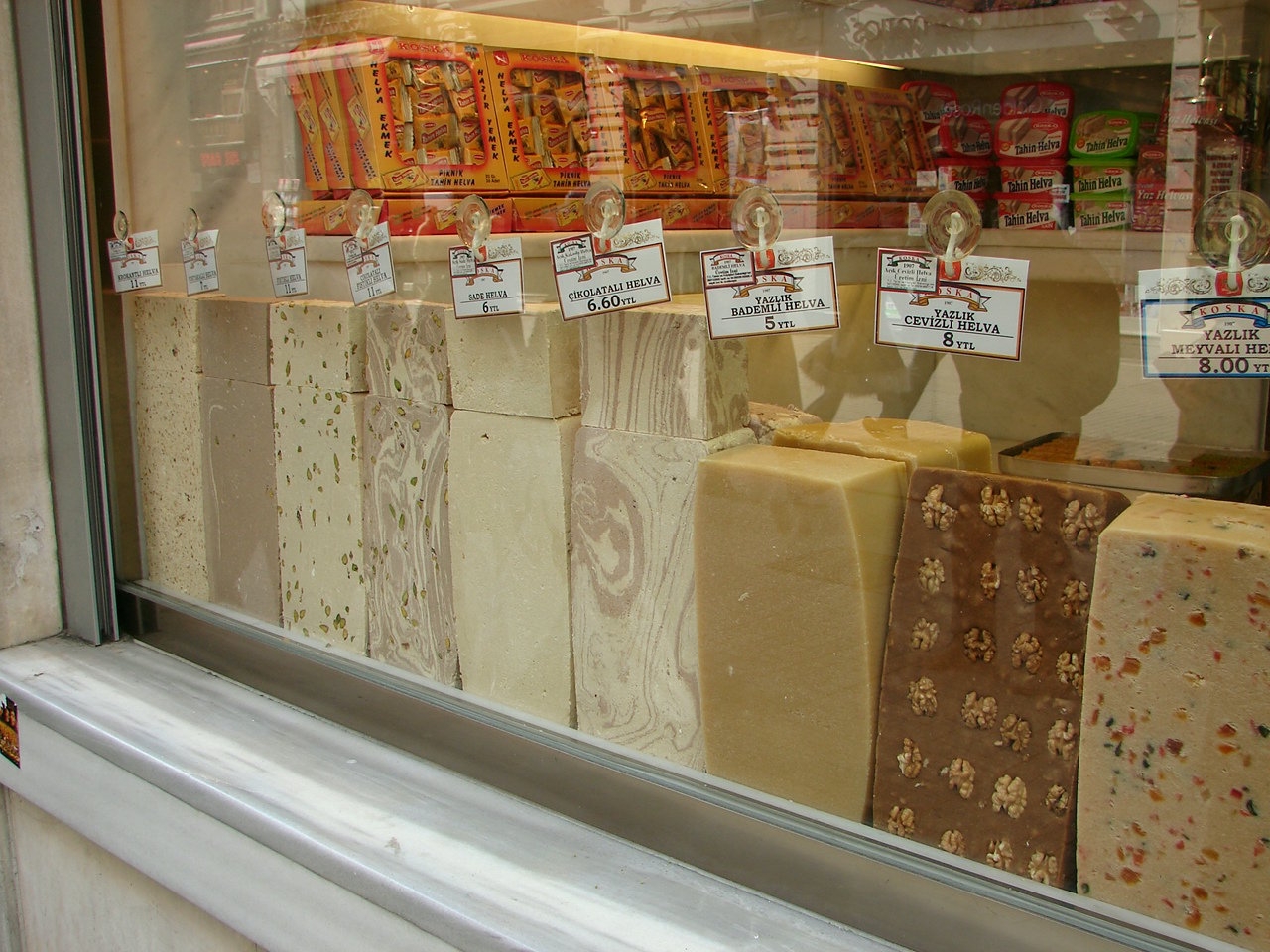
Халва на витрине улицы Истикляль (Стамбул, Турция)